# 小行星25108
小行星25108波斯特洛姆（25108 Boström，舊名稱1998 RV55），是一颗绕太阳运转的小行星，为主小行星带小行星。该小行星于1998年9月14日由林肯近地小行星研究小組於新墨西哥州的索科羅发现。其名稱「波斯特洛姆」源自2008年英特爾國際科技展覽會團體組第二名的兩位成員之一「約翰·英吉瑪·波斯特洛姆」。